# Volker Schröder
Volker Schröder (* 27. Dezember 1942 in Hamburg) ist ein deutscher Politiker der Partei Bündnis 90/Die Grünen und Gründer der Aktion 18. März.

## Leben

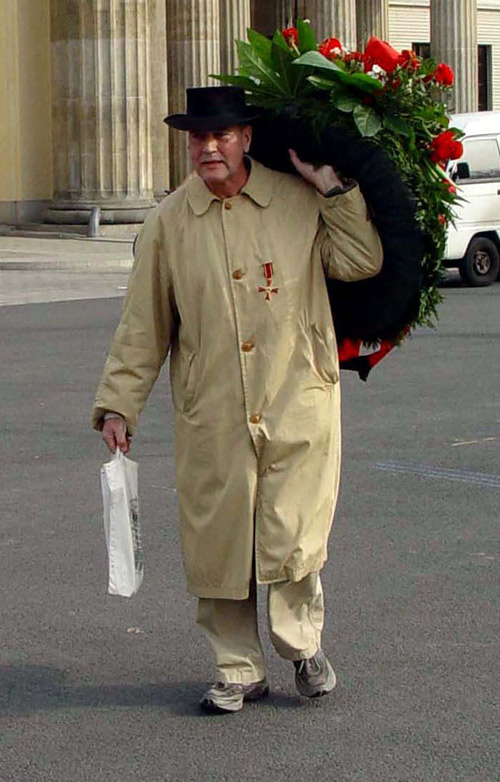
Volker Schröder

Schröder stammt aus einer alten Hamburger Bürstenmacherfamilie. Er studierte nach zweijährigem Wehrdienst Betriebswirtschaftslehre. Nach Tätigkeiten für eine Versicherung und in der Krankenhausverwaltung leitete er von 1981 bis 1991 das Finanzwesen und die Mitgliederverwaltung der Grünen (früher: Alternative Liste) in Berlin. Von 1991 bis zum Ruhestand 2005 war er Leiter des Rechnungswesens des Berliner Mietervereins e. V. Schon seit 1980 führt er das Gewerbe seiner Vorfahren nebenberuflich – bis heute – fort. Er ist Entwickler der sogenannten Anal-Bürste.
Bekannt geworden ist Schröder als Gründer der Aktion 18. März. Die Aktion 18. März berief sich auf die März-Revolution von 1848. Sie setzte sich dafür ein, den 18. März zum gesamtdeutschen Feiertag in beiden deutschen Staaten zu machen. Die Schirmherrschaft hatten die Schriftstellerin Ingeborg Drewitz und der frühere Berliner Regierende Bürgermeister Heinrich Albertz übernommen. Auf Initiative der Aktion wurde nach der Wiedervereinigung in Berlin der Platz vor dem Brandenburger Tor in Platz des 18. März umbenannt. Für seinen Einsatz wurde Volker Schröder 1999 mit dem Bundesverdienstkreuz am Bande und 2019 mit dem Verdienstorden des Landes Berlin ausgezeichnet. Er ist mit 40 Teilnahmen auf Rang 2 der Top Ten des Berlin-Marathon-Jubilee-Clubs und einer Bestzeit von 2:56:44 geführt.
Er ist verheiratet und hat zwei Söhne.

## Bücher
- Aus dem Leben eines Demonstranten. Berlin 1968.
- Volksrepublik Deutschland. Berlin 1974.
- Igel für Deutschland. Berlin 1992.
- Dass ein gutes Deutschland blühe: oder Mein März-Marathon. 1. Auflage. Pro Business, Berlin 2018, ISBN 978-3-86460-864-3.